# Cardaño de Abajo
Cardaño de Abajo es una localidad de la provincia de Palencia, perteneciente al municipio de Velilla del Río Carrión, situada en la comarca Montaña Palentina.

## Geografía
Cardaño se encuentra emplazado dentro del parque natural Montaña Palentina, junto al embalse de Camporredondo, y en la falda sur del pico Espigüete, a 22 km de la cabeza del municipio, Velilla del Río Carrión, por la carretera P-210 o Ruta de los Pantanos.

### Fauna y flora
Esta situación hace que la zona tenga presencia constante de la fauna autóctona: lobos, venados, corzos e incluso osos.
Entre su flora cabe hacer alusión a la gran variedad de setas que se desarrollan por estos parajes.

## Historia
En el XVIII, Cardaño dependía de la Abadía de Lebanza, siendo en 1850 cabeza de Arciprestazgo, por lo que gozó de gran importancia religiosa. La ganadería y la agricultura han sido siempre los medios de subsistencia de la localidad, pero el descenso constante de habitantes hace que se tema por su supervivencia.
A la caída del Antiguo Régimen la localidad se constituye en municipio constitucional que en el censo de 1842 contaba con 32 hogares y 166 vecinos, para posteriormente integrarse en Alba de los Cardaños.
En el año 1974 el municipio de Alba de los Cardaños pasó a formar parte del municipio de Velilla del Río Carrión. En febrero de 1990 se disolvió la Junta Vecinal de Cardaño de Abajo pasado a depender desde entonces del ayuntamiento de Velilla.

## Demografía
| 1940 | 1960 | 1980 | 2000 | 2001 | 2002 | 2003 | 2004 | 2005 | 2006 | 2007 | 2008 | 2009 | 2010 | 2011 |
| 187  | 169  | 86   | 25   | 28   | 28   | 26   | 25   | 25   | 23   | 17   | 17   | 17   | 17   | 15   |

Evolución de la población en el siglo XXI
| Gráfica de evolución demográfica de Cardaño de Abajo entre 2000 y 2020 |
|                                                                        |
| Población de derecho (2000-2020) según el padrón municipal del INE     |

## Patrimonio
La iglesia de la localidad, de San Juan Degollado, con restos de arte románico primitivo, de la cual cabe destacar su espadaña, es el vestigio histórico de mayor relevancia.
Alcantarillas sobre el río Chico, obra en excelente fábrica de sillería de granito que se corresponden con las actuaciones de obras públicas a mediados del siglo XIX. Actual carretera provincial P-210 en su pK 35.

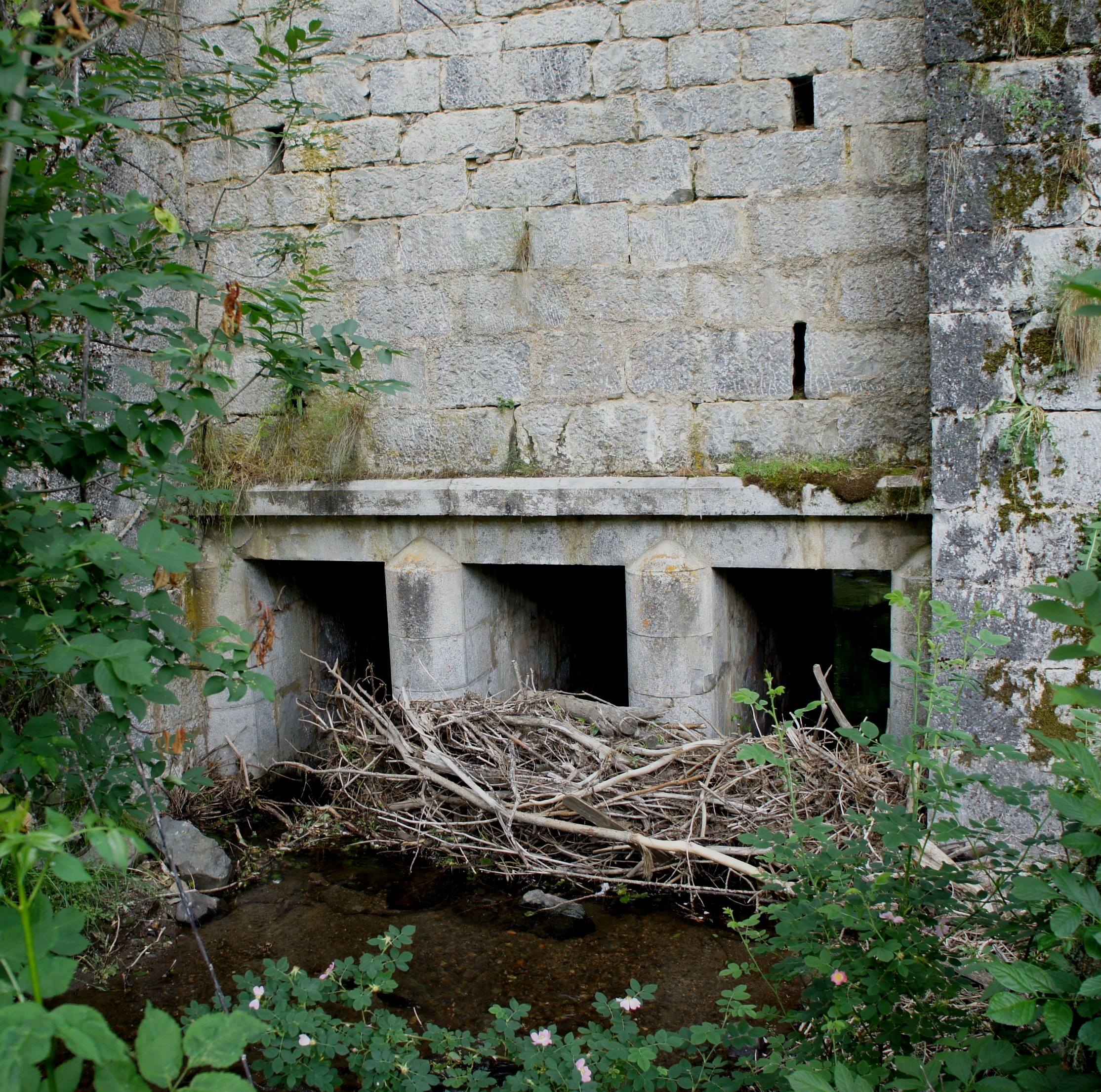
Alcantarillas sobre el río Chico

## Turismo
La presencia del Espigüete junto a Cardaño, y el hecho de que las rutas más sencillas para su ascensión partan de esta localidad, hace que sean muchos los turistas que, sobre todo en verano, visitan la zona. También la cercanía del embalse de Camporredondo hace que se pueda practicar el piragüismo, además de poder realizarse rutas de senderismo o en bicicleta, por lo que existen varias casas rurales en el pueblo.

## Festividades
- 29 de agosto (Martirio de San Juan Bautista): Se celebra la festividad del municipio, en honor de su patrono, San Juan Degollado.
- Tercer domingo de julio: día de las parque natural Montaña Palentina. Una fiesta eminentemente montañera. Se celebra cerca de Cardaño de Abajo, en Puente Agudín, y se puede degustar la popular caldereta. Fiesta de interés turístico a la que se desplazan cada año decenas de autobuses desde todos los puntos de la comunidad.